# 潮寒二
潮 寒二（うしお かんじ、1910年8月15日 - 1981年）は、日本の小説家、推理作家。

## 経歴・人物
本名:飯田実。東京市西新宿十二社生まれ。父は西新宿の大地主であった。戦前には逓信省に勤めていたが、戦時中に横浜の高射砲部隊（高射砲第117連隊）に一兵卒として入隊。これを機に以降、軍需産業に勤使し、30代で課長となり名古屋に転勤している。
作家としては、1932年に「逃亡した死体」を『漫談』誌に発表。これがデビュー作となる。デビュー後5年間は少年小説などを執筆するが、戦時中には筆を折る。戦後、「猿人の血型」（1949年）で復活。1952年、『富士』誌に掲載された「義賊の春」が、「流転」のタイトルでラジオ・ドラマ化され、ニッポン放送系から4夜連続で放送された。1955年ごろにはSF同人グループおめがクラブのメンバーとなる。1958年には「おめがクラブ」メンバーであった矢野徹と合作で、堀井赤万名義の「惑星から来た少女」を『探偵実話』誌に発表。1961年ごろには作品発表が途絶えている。別名に紅東一、城崎龍子、浅山健二、飯田武州、海野三平、潮寛二などがある。
1981年、肺癌のため死去。

## 作品リスト

### 単行本
- 『高遠惜春賊』（私家版、1980年8月）[4]
- 『午前零時の男 他三編』（紅東一名義、盛林堂ミステリアス文庫、2018年8月）[5]
- 『ハルピンお龍行状記 姿なき脅迫者』（城崎龍子名義、東都我刊我書房、2020年3月）[6]

### 雑誌発表作品

#### 戦前および戦中
（潮寒二 名義）
- 「逃亡した死体」 - 『漫談』1932年7月号（漫談社）
- 「額縁騒動」 - 『週刊小学生新聞』第61号 - 64号（全4回、1932年10月）
- 「天晴れ蒙古男児」 - 『週刊小学生新聞』第65号 - 68号?（全4回?、1932年11月?）
- 「日本魂は踊る」 - 『週刊小学生新聞』第69号 - 72号?（全4回?、1932年12月?）
- 「天晴れ蒙古少女」 - 『週刊小学生新聞』第73号 - 76号?（全4回?、1933年1月?）
- 「世界怪奇探偵譚」 - 『週刊小学生新聞』第77号 - 80号?（全4回?、1933年2月?）

1. 「魔の沼」
2. 「豹の槍先」
3. 「蜘蛛人」
4. 「蝙蝠の森」

- 「露満国境の赤い狼」 - 『週刊小学生新聞』第?号 - ?号（全4回?、193?年?月）
- 「魔のジャンク」 - 『週刊小学生新聞』第?号 - ?号（全4回?、193?年?月）
- 「赤道直下の洞窟」 - 『日本少年』1935年7月号 - 12月号連載（全6回、実業之日本社）
- 「砲隊鳥」 - 『新青年』1940年3月号（博文館）

#### 戦後
- 「猿人の血型」 - 『奇談と小説』1949年4月号（文化宏談社）[7]
- 「悪食」 - 掲載誌不明[8]
- 「踊る白骨」 - 掲載誌不明[8]
- 「乳房の蜘蛛」 - 『探偵よみもの』40号（1950年8月15日、協和出版）
- 「賭場の暴風」 - 『探偵実話』1951年1月号（世界社）
  - 『探偵実話』1956年5月増刊号（世文社）再録
- 「舞姫の秘密」 - 『妖奇』1951年2月号（オール・ロマンス社）
- 「蠢く女体」 - 『妖奇』1951年4月号（オール・ロマンス社）
- 「蛞蝓と淫臭」 - 『妖奇』1951年8月号（オール・ロマンス社）
- 「淫獣を孕んだ女」 - 『千一夜』1951年12月号（千一夜出版社）
- 「ミス・オッパイの失踪」 - 『読切ロマンス』1952年2月号（睦書房）
- 「義賊の春」 - 『富士』1952年2月号（世界社）
- 「爬虫人間（ホモ・レプチリア）」 - 『妖奇』1952年4月号（オール・ロマンス社）
  - 『探偵実話』1956年8月増刊号（世文社）再録
- 「蛆」 - 『探偵実話』1952年9月号（世界社）
  - 『探偵実話』1955年3月増刊号（世文社）再録
  - 『幻影城』1975年8月号（絃映社）再録
  - 『妖異百物語 第2夜』（出版芸術社ふしぎ文学館、1997年2月）収録
- 「大陰茎人（ホモ・ステエト）」 - 『妖奇』1952年8月号（オール・ロマンス社）
- 「狂痴の告白」 - 『探偵実話』1952年11月号（世界社）
- 「射たぬ拳銃」 - 『トリック』1952年12月号（オール・ロマンス社）
- 「訣別の朝霧」 - 『トリック』1953年1月号（オール・ロマンス社）
- 「犬畜生」 - 『探偵実話』1953年1月号（世界社）
- 「無頼漢」 - 『トリック』1953年2月号（オール・ロマンス社）
- 「明神礁の謎」 - 『トリック』1953年3月号（オール・ロマンス社）
- 「針ノ木地蔵」 - 『探偵クラブ』1953年6月号（共榮社）
- 「涎」 - 『探偵実話』1953年9月号（世界社）
- 「魔虫」 - 『探偵クラブ』1953年11月号（共榮社）
- 「演技賞は誰?」 - 『読切小説集別冊・捕物小説まつり記念号』（1953年11月15日、荒木書房新社）
- 「ブラックの谷」 - 『探偵クラブ 怪奇』1954年1月号（共榮社）
- 「マリと三人の男」 - 『オール読切』1954年2月号（共榮社）
- 「コント―2つのコントリーグ戦」（夢座海二と） - 『捕物倶楽部』1954年2月号（荒木書房新社）
- 「碧い眼」 - 『探偵実話』1954年4月号（世文社）
  - 『「探偵実話」傑作選』（光文社、2003年5月）収録
- 「異郷の涯」 - 『宝石』1954年5月号（岩谷書店）
- 「蛞蝓お由」 - 『探偵クラブ 怪奇』1954年5月号（共榮社）
- 「私は知らない」 - 『探偵実話』1954年6月号（世文社）
- 「角膜乾燥症」 - 『探偵実話』1954年7月号（世文社）
- 「軟体人間」 - 『探偵クラブ 怪奇』1954年9月号（共榮社）
- 「蛞蝓妄想譜」 - 『宝石』1954年10月号（岩谷書店）
  - 『探偵実話』1956年4月増刊号（世文社）再録
  - 『怪奇探偵小説集 幻の傑作ミステリー 続』（双葉社新書、1976年）収録
  - 『怪奇探偵小説集 2』（双葉文庫、1984年7月 / ハルキ文庫版、1998年6月）収録
- 「壁を這う虫」 - 『探偵実話』1954年10月号（世文社）
- 「影は消せるか」 - 『探偵クラブ 怪奇』1954年11月号（共榮社）
- 「私の好きな人々」（エッセイ） - 『読切小説集別冊・捕物小説祭号』（1954年11月15日、荒木書房新社）
- 「忍耐力コンテスト」 - 『探偵実話』1955年1月号（世文社）
- 「干からびた幸福」 - 『探偵クラブ 怪奇』1955年2月号（共榮社）
- 「足」 - 『探偵クラブ 怪奇』1955年3月号（共榮社））
- 「淪落の舗道」 - 『探偵実話』1955年4月号（世文社）
- 「白い腋毛」 - 『探偵実話』1955年6月号（世文社）
- 「阿片と拳銃」 - 『オール読切』1955年7月特大号（共榮社）
- 「昆虫王国」 - 『探偵クラブ 怪奇』1955年10月号（共榮社）
- 「蚯蚓の恐怖」 - 『探偵実話』1955年11月号（世文社）
  - 『こんな探偵小説が読みたい 幻の探偵作家を求めて』（晶文社、1992年9月）収録
- 「怨念」 - 『探偵実話』1955年12月号（世文社）
- 「ぼく知ってるよ」 - 『探偵実話』1956年1月号（世文社）
- 「姿なき殺人者」 - 『探偵実話』1956年1月増刊号（世文社）
- 「ジェット機」 - 『探偵クラブ 怪奇』1956年2月号（共榮社）
- 「狢の財布」 - 『オール読切』1956年5月特大号（共榮社）
- 「嬰児」 - 『探偵実話』1956年9月号（世文社）
- 「女狐」 - 『オール読切』1956年9月特大号（共榮社）
- 「青岩鍾乳洞」 - 『探偵実話』1956年11月号（世文社）
- 「姐御の誕生日」 - 『オール読切』1956年12月特大号（共榮社）
- 「月の雫」（ロバート・マクレア/著、潮寒二/訳） - 『探偵クラブ 怪奇』1957年2月号（共榮社）
- 「臀舐の島」 - 『探偵実話』1957年5月号（世文社）
- 「帰らざる刑事」 - 『宝石』1957年7月号（宝石社）
- 「どぶ鼠」 - 『探偵実話』1957年9月号（世文社）
- 「ホモ・ハイメノプテラ」 - 『科学小説』第1号（おめがクラブ、1957年11月）
- 「千里眼と殺人者」 - 『探偵クラブ 怪奇』1957年12月号（共榮社）
- 「悪夢の宿」 - 『耽奇小説 裏窓臨時増刊5』（久保書店、1958年2月）
- 「悪魔の申し子」 - 『探偵実話』1958年5月号（世文社）
- 「性悪女」 - 『探偵実話』1958年6月号（世文社）
- 「ロケット地球に帰る」 - 『宝石』1958年9月号（宝石社）
- 「氷壁の宙吊り死体」 - 『探偵クラブ 怪奇』1958年9月号（共榮社）
- 「人狐」 - 『EQ』1989年8月号（光文社）[9]

（潮寛二 名義）
- 「金色の地獄」 - 『耽奇小説』1958年9月号（久保書店）
- 「鱗」 - 『探偵クラブ 怪奇』1958年12月号（共榮社）
- 「消え失せたオッパイ」 - 『探偵クラブ 怪奇』1959年1月号（共榮社）
- 「美胡の足」 - 『裏窓』1959年2月号（久保書店）
- 「砂漠の白髪鬼」 - 『探偵実話』1959年12月号（世文社）
- 「裏切者」 - 『探偵実話』1960年2月号（世文社）
- 「肉体は知っている」 - 『探偵実話』1960年12月号（世文社）
- 「殺人の譜」 - 『探偵実話』1961年2月号（世文社）
- 「係蹄」 - 『探偵実話』1961年5月号（世文社）

（城崎龍子 名義）
- 「ハルピンお龍行状記」（全10回）

1. 「奇妙な義侠心」 - 『探偵実話』1952年10月特大号（世界社）
2. 「贋札使い」 - 『探偵実話』1952年11月号（世界社）
3. 「無代進呈」 - 『探偵実話』1952年12月号（世界社）
4. 「名宝紛失」 - 『探偵実話』1953年新年特大号（世界社）
5. 「姉御の敗北」 - 『探偵実話』1953年2月号（世界社）
6. 「"126"の秘密」 - 『探偵実話』1953年3月号（世界社）
7. 「天保探偵登場」 - 『探偵実話』1953年4月号（世界社）
8. 「姿なき脅迫者」 - 『探偵実話』1953年5月号（世界社）
9. 「天保探偵失踪す」 - 『探偵実話』1953年6月号（世界社）
10. 「姉御の幸福」 - 『探偵実話』1953年7月号（世界社）

（紅東一 名義）
- 「地獄の番人さん」 - 『耽奇ミステリーよみもの オール読切増刊』第10巻第11号（1958年8月15日、共榮社）
- 「深夜の対決」 - 『探偵クラブ 怪奇』1958年10月号（共榮社）
- 「午前零時の男」 - 『探偵クラブ 怪奇』1958年11月号（共榮社）
- 「無国籍者」 - 『探偵クラブ 怪奇』1959年1月号（共榮社）
- 「地獄への階段」 - 『探偵クラブ 怪奇』1959年2月号（共榮社）

（浅山健二 名義）
- 「啜り泣く河」 - 『オール読切』1957年2月号（共榮社）

（海野三平 名義）
- 「3年目に捕った列車強盗」 - 『探偵クラブ』1958年3月号（共榮社）

（堀井赤万 名義）
- 「惑星から来た少女」 - 『探偵実話』1958年1月号（世文社）

### 編纂書
（飯田武州 名義）
- 『福岡縣企救郡企救甼土地寶典 地番地積地目賃貸價格等級入圖』（帝國市町村地圖刊行會、1936年）
- 『静岡縣富士郡富丘村土地寶典 地番地積地目賃貸價格等級入圖』（帝國市町村地圖刊行會、1936年6月）
- 『愛知縣葉栗郡木曾川甼土地寶典 地番地積地目賃貸價格等級入圖』（帝國市町村地圖刊行會、1937年7月）